# Stuff (czasopismo)
Stuff – miesięcznik adresowany do mężczyzn, założony w Wielkiej Brytanii. Polskojęzyczna wersja pisma wydawana była od października 2010 roku. Po upadłości dotychczasowego wydawcy (Ginza Media Group), wydawanie czasopisma przejęła Arskom Group. Od 2013 roku ukazywał się pod tytułem „Stuff Polska” (ISSN 2300-1550). Wydawanie zakończono w 2018 roku, ostatnim numerem był 2018 nr 2 = 67 (czerwiec/lipiec).
Lista redaktorów naczelnych
- Marcin Prokop (2010–2012)
- Marcin Górecki (2012–2013)
- Marcin Sikora (2013–2018)[5]